# Joel Lehtonen
Joel Lehtonen (ur. 11 listopada 1881 w Sääminki, zm. 20 listopada 1934 w Huopalahti) – fiński pisarz.
Dzieciństwo spędził w ubóstwie. Wychowywał się bez ojca, jego matka cierpiała na chorobę umysłową.
Dzięki pomocy swej opiekunki podjął studia literackie na Uniwersytecie Helsińskim, których jednak nie ukończył.
Początkowo pozostawał pod wpływem neoromantyzmu, jednak po Wojnie domowej w Finlandii jego twórczość zdominował pesymizm i sceptycyzm. Popełnił samobójstwo.

## Dzieła
- Paholaisen viulu (1904)
- Perm (1904)
- Mataleena (1905)
- Villi (1905)
- Tarulinna : Suomen kansan satuja Suomen lapsille (1906)
- Myrtti ja alppiruusu (1911)
- Rakkaita muistoja (1911)
- Punainen mylly (1913)
- Kuolleet omenapuut (1918)
- Putkinotkon metsäläiset (1919)
- Putkinotkon herrastelijat (1920)
- Sorron lapset (1923)
- Punainen mies (1925)
- Lintukoto (1929)
- Hyvästijättö lintukodolle, (1934)